# Handbal op de Olympische Jeugdzomerspelen 2010 – meisjes
Handbal is een van de sporten die beoefend werden tijdens de Olympische Jeugdzomerspelen 2010 in Singapore. De wedstrijden werden gespeeld van 20 tot en met 25 augustus in het International Convention Centre. Het toernooi werd gespeeld met zes landen, die verdeeld werden in twee groepen van drie. De top twee plaatste zich voor de halve finales.

## Deelnemende landen
- Angola: Afrika
- Australië: Oceanië
- Brazilië: Zuid-Amerika
- Denemarken: Europa
- Kazachstan: Azië
- Rusland: Europa

## Toernooi

### Groepsfase

#### Groep A
| Team     | Pld | W | D | L | GF | GA | GD  | Pts |
| -------- | --- | - | - | - | -- | -- | --- | --- |
| Rusland  | 2   | 2 | 0 | 0 | 76 | 42 | +34 | 4   |
| Brazilië | 2   | 1 | 0 | 1 | 50 | 62 | –12 | 2   |
| Angola   | 2   | 0 | 0 | 2 | 49 | 71 | –22 | 0   |

| 20 augustus 2010 14:00 | Brazilië | 20 – 35 | Rusland | Suntec Hall 602 Scheidsrechters: Bonaventura, Bonaventura |
| 20 augustus 2010 14:00 | (8 - 15) |         |         | Suntec Hall 602 Scheidsrechters: Bonaventura, Bonaventura |
| 20 augustus 2010 14:00 | 1×       | verslag |         | Suntec Hall 602 Scheidsrechters: Bonaventura, Bonaventura |

| 21 augustus 2010 14:00 | Angola    | 27 – 30 | Brazilië | Suntec Hall 602 Scheidsrechters: Hizari, Ikebuchi |
| 21 augustus 2010 14:00 | (16 - 16) |         |          | Suntec Hall 602 Scheidsrechters: Hizari, Ikebuchi |
| 21 augustus 2010 14:00 | verslag   |         |          | Suntec Hall 602 Scheidsrechters: Hizari, Ikebuchi |

| 22 augustus 2010 14:00 | Rusland   | 41 – 22 | Angola | Suntec Hall 602 Scheidsrechters: Eliasson, Gudjonsson |
| 22 augustus 2010 14:00 | (22 - 10) |         |        | Suntec Hall 602 Scheidsrechters: Eliasson, Gudjonsson |
| 22 augustus 2010 14:00 |           |         |        | Suntec Hall 602 Scheidsrechters: Eliasson, Gudjonsson |

#### Groep B
| Team       | Pld | W | D | L | GF | GA | GD  | Pts |
| ---------- | --- | - | - | - | -- | -- | --- | --- |
| Denemarken | 2   | 2 | 0 | 0 | 81 | 19 | +62 | 4   |
| Kazachstan | 2   | 1 | 0 | 1 | 60 | 56 | +4  | 2   |
| Australië  | 2   | 0 | 0 | 2 | 20 | 86 | –64 | 0   |

| 20 augustus 2010 15:45 | Australië  | 4 – 41   | Denemarken        | Suntec Hall 602 Scheidsrechters: Schaller, Wutzler |
| 20 augustus 2010 15:45 | Fletcher 2 | (3 - 21) | Pedersen, Skals 7 | Suntec Hall 602 Scheidsrechters: Schaller, Wutzler |
| 20 augustus 2010 15:45 | verslag    |          |                   | Suntec Hall 602 Scheidsrechters: Schaller, Wutzler |

| 21 augustus 2010 15:45 | Kazachstan | 45 – 16 | Australië | Suntec Hall 602 Scheidsrechters: Krichene, Makhlouf |
| 21 augustus 2010 15:45 | (20 - 8)   |         |           | Suntec Hall 602 Scheidsrechters: Krichene, Makhlouf |
| 21 augustus 2010 15:45 | verslag    |         |           | Suntec Hall 602 Scheidsrechters: Krichene, Makhlouf |

| 22 augustus 2010 14:45 | Denemarken | 40 – 15 | Kazachstan | Suntec Hall 602 Scheidsrechters: da Costa, da Costa |
| 22 augustus 2010 14:45 | (18 - 9)   |         |            | Suntec Hall 602 Scheidsrechters: da Costa, da Costa |
| 22 augustus 2010 14:45 |            |         |            | Suntec Hall 602 Scheidsrechters: da Costa, da Costa |

### Eindfase

#### Heenduel
| 23 augustus 2010 13:00 | Angola   | 37 – 12 | Australië | Suntec Hall 602 |
| 23 augustus 2010 13:00 | (15 - 9) |         |           | Suntec Hall 602 |
| 23 augustus 2010 13:00 |          |         |           | Suntec Hall 602 |

#### Return
| 24 augustus 2010 13:00 | Australië | 12 – 39 | Angola | Suntec Hall 602 |
| 24 augustus 2010 13:00 | (8 - 16)  |         |        | Suntec Hall 602 |
| 24 augustus 2010 13:00 |           |         |        | Suntec Hall 602 |

#### Halve finales
| 23 augustus 2010 15:00 | Rusland   | 41 – 19 | Kazachstan | Suntec Hall 602 |
| 23 augustus 2010 15:00 | (18 - 10) |         |            | Suntec Hall 602 |
| 23 augustus 2010 15:00 |           |         |            | Suntec Hall 602 |

| 23 augustus 2010 18:00 | Brazilië  | 25 – 30 | Denemarken | Suntec Hall 602 |
| 23 augustus 2010 18:00 | (12 - 18) |         |            | Suntec Hall 602 |
| 23 augustus 2010 18:00 |           |         |            | Suntec Hall 602 |

#### Kleine finale
| 25 augustus 2010 13:00 | Kazachstan | 23 – 45 | Brazilië | Suntec Hall 602 |
| 25 augustus 2010 13:00 | (12 - 24)  |         |          | Suntec Hall 602 |
| 25 augustus 2010 13:00 |            |         |          | Suntec Hall 602 |

#### Finale
| 25 augustus 2010 18:00 | Rusland   | 26 – 28 | Denemarken | Suntec Hall 602 |
| 25 augustus 2010 18:00 | (15 - 11) |         |            | Suntec Hall 602 |
| 25 augustus 2010 18:00 |           |         |            | Suntec Hall 602 |

Atletiek · Badminton · Basketbal · Boksen · Boogschieten · Gewichtheffen · Gymnastiek · Handbal · Hockey · Judo · Kanovaren · Moderne vijfkamp · Paardensport · Roeien · Schermen · Schietsport · Schoonspringen · Taekwondo · Tafeltennis · Tennis · Triatlon · Voetbal · Volleybal · Wielersport · Worstelen · Zeilen · Zwemmen